# Valkiasuo
Valkiasuo är en sumpmark i Finland. Den ligger i Tohmajärvi i landskapet Norra Karelen, i den sydöstra delen av landet, 400 km nordost om huvudstaden Helsingfors.